# Šakvice (nádraží)
Šakvice jsou železniční stanice ležící severozápadně od obce Šakvice v okrese Břeclav, přičemž se prakticky celá nachází na katastru sousedního města Hustopeče. Stanice leží v km 108,274 elektrizované dvoukolejné železniční trati Břeclav–Brno mezi stanicemi Zaječí a Vranovice, odbočuje z ní zde jednokolejná elektrizovaná trať do Hustopečí a vlečka do přilehlého průmyslového areálu.
Nádraží leží mimo obytnou zástavbu, poblíž se nachází jen dva bytové domy na ulici Nádraží Šakvice (součást Hustopečí). Před staniční budovou je autobusový terminál, který zajišťuje navazující dopravu do okolních obcí a centra města.
Původně zde zastavovaly pouze osobní vlaky, od roku 2008 zde zastavují také vnitrostátní rychlíky a spěšné vlaky v rámci Integrovaného dopravního systému JMK (linka R13, původně R5). Rychlíky vyšší kategorie (EC, IC apod.) zde nadále jen projíždějí.[zdroj?]

## Historie
Stanice na odbočce Severní dráhy císaře Ferdinanda (existující už od roku 1839) byla zprovozněna 1. října 1876 pod jménem Auspitz, tedy byla nazvaná podle 3 km vzdáleného města Hustopeče. Roku 1894 pak byla otevřena odbočka vedoucí až přímo do Hustopečí. Okolo nádraží postupně vznikl průmyslový areál, jemuž dominuje obří silo, největší v Česku.[zdroj?]
Od roku 1918 nesla stanice české označení Hustopeč, které bylo v roce 1925 upraveno na Hustopeče u Brna (na odlišení od Hustopečí nad Bečvou).[zdroj?] V letech 1938 až 1945 se opět používal německý název Auspitz, v roce 1945 se navrátilo české pojmenování Hustopeče u Brna. Název Šakvice, podle o něco bližší vesnice, se používá od roku 1948.
Roku 1953 došlo ve stanici k jedné z nejtragičtějších železničních nehod v dějinách Československa, zemřelo více než 100 osob. Roku 2011 byla na připomínku obětí na staniční budově odhalena pamětní deska.[zdroj?]
Od roku 2020 se město Hustopeče snažilo o změnu názvu nádraží, navrhovány byly názvy Hustopeče dolní nádraží či Hustopeče průmyslová zóna. V roce 2022 však Správa železnic žádost Hustopečí na změnu názvu nádraží, které přitom leží na území města, zamítla.
V letech 1997–1999 probíhala modernizace traťového úseku Vranovice – Břeclav se zavedením traťové rychlosti 160 km/h. V rámci této stavby byla kompletně zmodernizována i stanice Šakvice. V letech 2019–2020 byla znovu přestavěna sudá kolejová skupina stanice v rámci modernizace a elektrizace trati z Šakvic do Hustopečí u Brna. V rámci této stavby byl též zrušen původní podchod a vybudován nový, rovněž bylo aktivováno nové elektronické stavědlo.

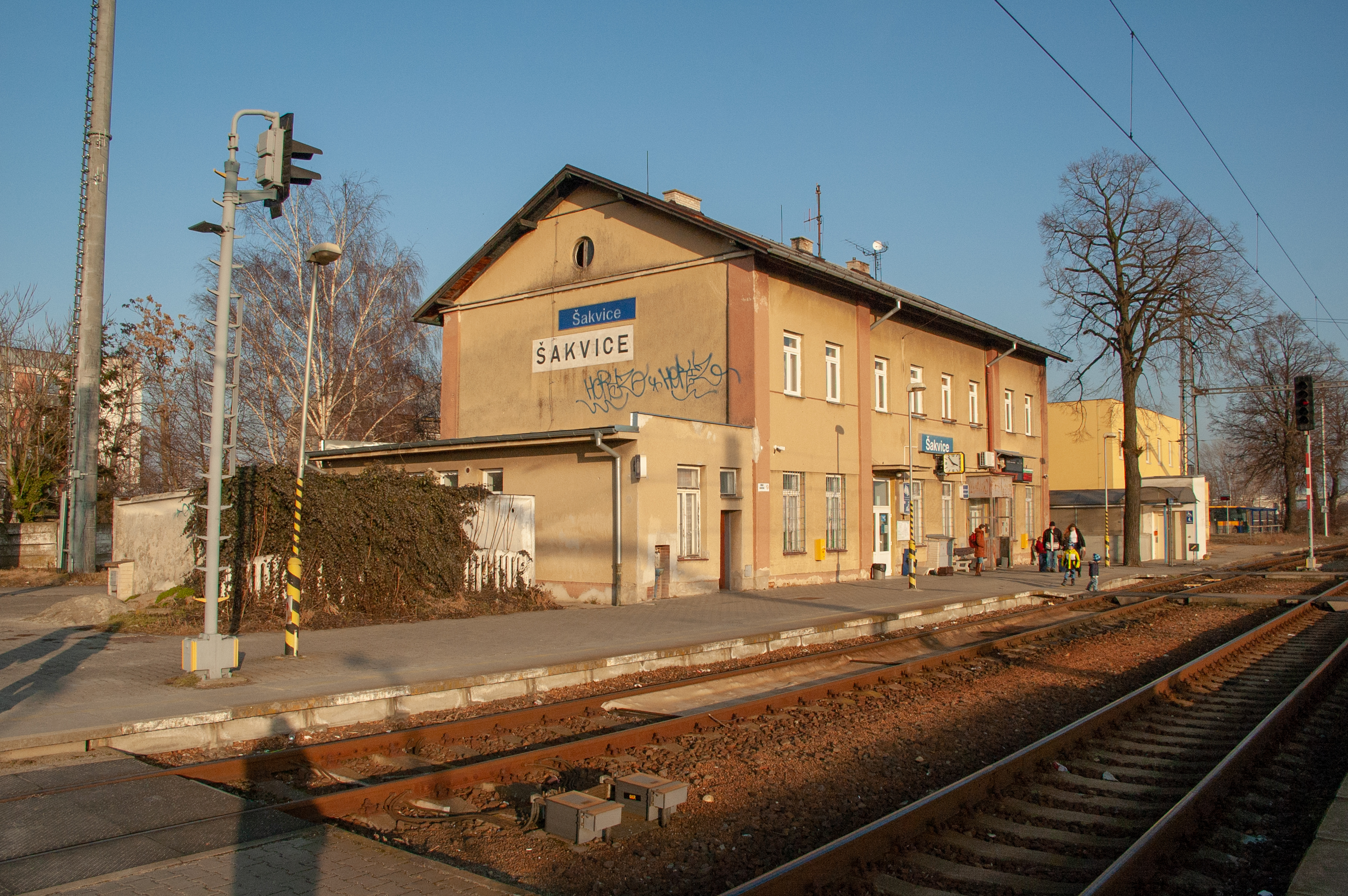
Nádražní budova ve stavu mezi modernizacemi před r. 2000 a 2020

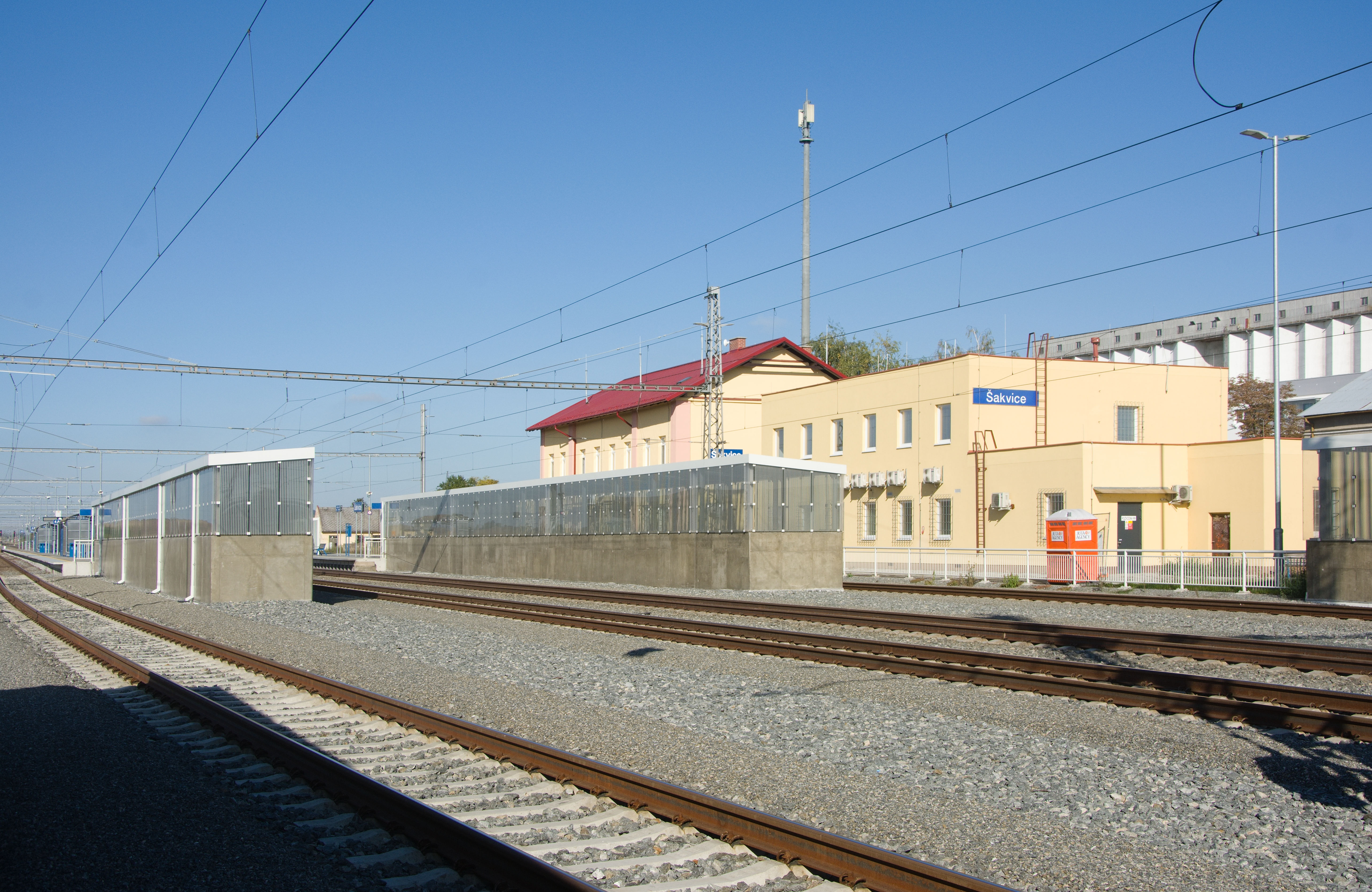
Přístupy z podchodu na nástupiště

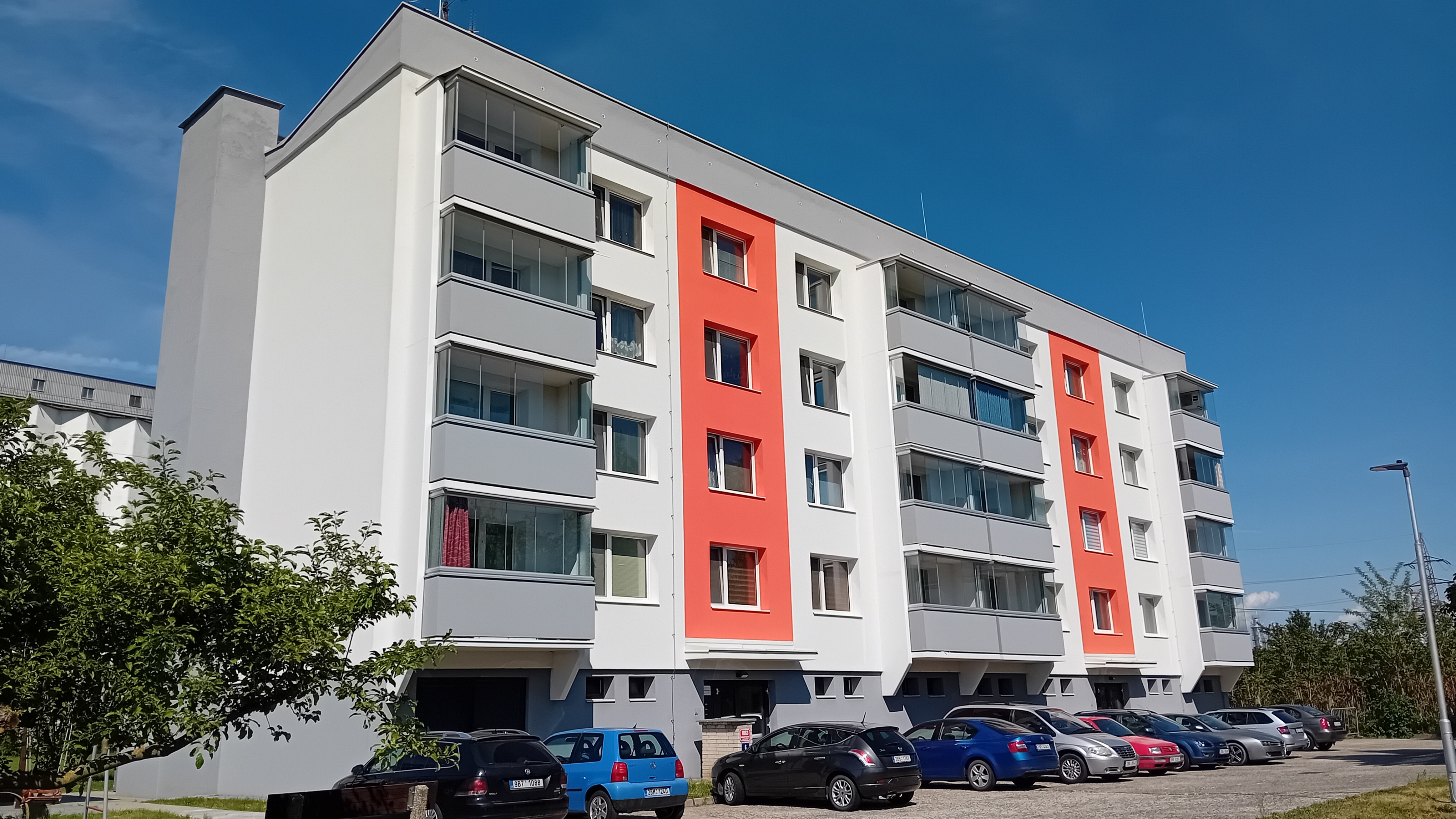
Obytný dům v prostoru nádraží

## Popis stanice

### Před rokem 2019
Před přestavbou sudé skupiny, která byla dokončena v roce 2020 byla stanice vybavena staničním zabezpečovacím zařízením typu SZZ-ETB, které původně obsluhoval místně výpravčí z dopravní kanceláře ve výpravní budově, od 30. března 2015 bylo zabezpečovací zařízení dálkově ovládáno z CDP Přerov.
Ve stanici byly čtyři průběžné dopravní koleje, u budovy pak byla ještě další kolej č. 6/6a, která byla v délce 37 metrů (na zaječské straně) dopravní, zbývající část koleje byla manipulační (hranicí mezi dopravní kolejí 6 a manipulační 6a bylo návěstidlo Lc6). Odjezdy a vjezdy vlaků ve směru do/z Hustopečí byly možné pouze z kolejí č. 4 a 6. Na obou zhlavích stanice byla vždy jen jedna kolejová spojka, jízdy mezi oběma traťovými kolejemi hlavní tratě a všemi dopravními kolejemi tak nebyly možné.
Stanice nebyla plně peronizována. V liché skupině mezi kolejemi č. 1 a 5 (kolej č. 3 ve stanici nebyla) bylo ostrovní nástupiště č. 4 s přístupem od výpravní budovy podchodem, délky nástupních hran byly 213 m (u koleje č. 1) a 220 m . Další tři úrovňová nástupiště byla v sudé skupině kolejí: vnější č. 1 („Hustopečské“) o délce 48 m u koleje č. 6, dále pak vnitřní jednostranná nástupiště č. 2 (u koleje č. 4) a č. 3 (u koleje č. 2). Přístup na vnitřní nástupiště, která měla nástupní hranu o délce 200 m, byl pomocí úrovňových přechodů přes koleje.
Jízdy vlaků v obou přilehlých traťových úsecích trati Břeclav – Brno byla zabezpečeny pomocí automatického bloku. Na trati do Hustopečí bylo instalováno automatické hradlo bez návěstního bodu.

### Od roku 2020
Ve stanici je instalováno elektronické stavědlo ESA 44, které je společné pro Šakvice i sousední stanici Hustopeče u Brna. V základním stavu je stanice ovládána dálkově z CDP Přerov, případně z pracoviště pohotovostního výpravčího ve stanici Brno-Horní Heršpice nebo místně výpravčím (Šakvice jsou trvale obsazeny pohotovostním výpravčím).
Ve stanici jsou čtyři dopravní koleje. Po přestavbě byla konfigurace stanice změněna tak, že jsou možné jízdy ze všech dopravních kolejí na všechny traťové koleje, včetně traťové koleje do Hustopečí. Ze 4. koleje odbočuje vlečka NAVOS.
Stanice je nově plně peronizována, k dispozici jsou dvě ostrovní nástupiště s výškou 550 mm nad temenem kolejnice a délkou nástupní hrany 220 m: č. 1 mezi kolejemi 4 a 2, č. 2 mezi kolejemi 1 a 3. Přístup na nástupiště je podchodem.